# Thabo Mbeki
Pour les articles homonymes, voir Mbeki (homonymie).
Thabo Mbeki, né le 18 juin 1942, est un homme d'État sud-africain, membre du Congrès national africain qu'il préside de 1997 à 2007, et président de la république d'Afrique du Sud de 1999 à 2008.

## Jeunesse
Thabo Mvuyelwa Mbeki est né à Idutywa dans le Transkei, dans l'est de la province du Cap, dans le dominion de l'Union d'Afrique du Sud. Il est l'un des 4 enfants d'Epainette et Govan Mbeki. Ses parents sont enseignants, membres du Congrès national africain (ANC) et du parti communiste sud-africain (SACP). Sa langue maternelle est le xhosa comme Nelson Mandela.
Son enfance est imprégnée de références à Karl Marx et à Mohandas Gandhi dont les portraits ornent les murs du foyer familial. Il fréquente l'école primaire d'Idutywa et celle de Butterworth et obtient un diplôme d'études secondaires à Lovedale, Alice.
En 1959, il est expulsé de l'école pour faits de grève et contraint de poursuivre ses études à la maison. Il entreprend de passer un diplôme en économie en tant qu'étudiant externe à l'université de Londres (1961-1962).

## Militantisme politique

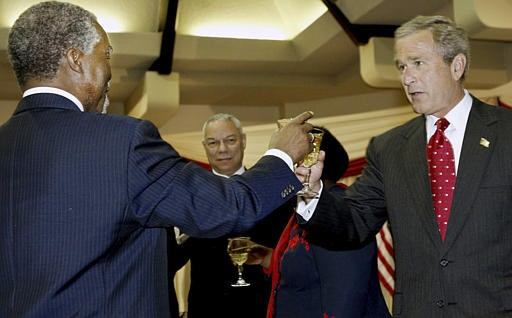
Le président américain George W. Bush et le président sud-africain Mbeki touchent des verres lors de la visite du premier en Afrique du Sud et dans d’autres pays africains, le 9 juillet 2003.

### Engagement politique
Son parcours politique commence alors qu'il n'a que 14 ans et qu'il adhère à la Ligue des Jeunes de l'ANC pour lutter contre l'apartheid (1956). Il participe dans ce cadre à l'organisation de manifestations étudiantes contre la proclamation de la République sud-africaine en 1961.[réf. nécessaire]
En décembre 1961, Thabo Mbeki est élu secrétaire de l'association des étudiants africains. Une fois ses diplômes validés, il revient au Cap-oriental comme activiste politique et enrôle une partie de sa famille dans ses activités politiques au sein de l'ANC,.
Il s'installe ensuite à Johannesbourg où il travaille avec Walter Sisulu. Après l'arrestation et l'emprisonnement de Sisulu, de Mandela et de son père, il quitte l'Afrique du Sud sur instruction de l'ANC (alors clandestine) à la fois pour compléter ses études et pour acquérir une formation politique anti-apartheid et devenir cadre de Umkhonto we Sizwe, la branche armée de l'ANC. Il passe 28 années en exil et ne revient en Afrique du Sud qu'en 1990, après la libération de prison de Nelson Mandela.

### Lutte en exil contre l'apartheid
Il a 19 ans quand il débarque en Angleterre pour suivre des études d'économie et d'études africaines à l'université du Sussex tout en représentant localement l'ANC et en motivant la population à s'engager contre l'apartheid en Afrique du Sud. Diplômé en 1966, il travaille au quartier général de l'ANC à Londres puis s'installe en Union soviétique où il suit pendant trois ans des cours à l'école du parti communiste et reçoit une formation militaire à l'institut Lénine de Moscou (1967-1970).
En 1971, il devient secrétaire-adjoint du conseil révolutionnaire de l'ANC, en exil à Lusaka en Zambie où le parti a installé son quartier général. Il représente l'ANC auprès de gouvernements étrangers au Botswana (1973-1974), où il négocie avec le gouvernement l'ouverture de bureau de l'ANC dans le pays, au Swaziland et au Nigeria (1976-1978).
En 1974, il retourne en Angleterre où il épouse Zanele Dlamini,, une militante anti-apartheid qui sera plus tard une femme d'affaires et une féministe engagée. Ils ont deux enfants.
En 1975, Thabo Mbeki devient membre du comité national exécutif de l'ANC.
À la suite des émeutes de Soweto, Mbeki initie une émission radiophonique depuis Lusaka pour maintenir le contact entre les chefs de l'ANC en exil et les militants de l'intérieur. L'objectif principal de la campagne de l'ANC est de maintenir la pression sur le régime sud-africain afin de le pousser à abandonner le pouvoir. À la fin des années 1970, Thabo Mbeki effectue plusieurs voyages aux États-Unis où il tente d'obtenir le soutien des syndicats. En 1978, il devient conseiller politique au cabinet d'Oliver Tambo, le président de l'ANC.
Lors de ces années d'exil, son frère Jama Mbeki rejoint le congrès panafricain d'Azanie. Il est tué en 1982 par des agents du gouvernement du Lesotho dirigé par Joseph Leabua Jonathan dans une opération visant un groupe d'activistes organisé dans l'armée de libération du Lesotho. Son fils Kwanda – issu d'une union adolescente — est tué alors qu'il tente de quitter l'Afrique du Sud pour rejoindre son père en exil. Son corps n'est cependant jamais retrouvé comme ceux de quelques centaines d'opposants, malgré une enquête rouverte en 2006.
En 1984, Mbeki devient chef des services d'information et de propagande du mouvement anti-apartheid. En 1985, il fait partie de la délégation qui rencontre des représentants de la communauté sud-africaine des affaires et en 1987 de celle qui rencontre à Dakar les représentants de la « Institute for a Democratic Alternative for South Africa » (IDASA), un laboratoire d'idées (think tank) progressiste d'Afrique du Sud. Il devient en 1989 chef du département des relations extérieures de l'ANC (concrètement le ministre des Affaires étrangères de l'ANC). La même année, il conduit la délégation de l'ANC qui rencontre secrètement les représentants du gouvernement sud-africain. Ces pourparlers, commencés en 1985, aboutissent à la légalisation de l'ANC et à la libération des prisonniers politiques.
Revenu d'exil, il participe activement aux négociations avec le gouvernement de la minorité blanche sud-africaine, dirigé par Frederik de Klerk, pour mettre un terme à l'apartheid et engager une transition pacifique vers un pouvoir à majorité noire. Il participe notamment aux négociations de Groote Schuur et de Pretoria et à toutes les négociations suivantes relatives à la rédaction d'une constitution intérimaire pour l'Afrique du Sud.

### Vice-président d'Afrique du Sud
En 1994, à la suite de la victoire de l'ANC à l'Assemblée d'Afrique du Sud lors des premières élections au suffrage universel, Thabo Mbeki devient vice-président d'Afrique du Sud, fonction qu'il partage avec Frederik de Klerk tandis que Nelson Mandela est porté à la présidence sud-africaine. Il devient progressivement le dauphin de Mandela, après avoir écarté successivement tous les autres prétendants à la succession de Mandela, comme Cyril Ramaphosa ou encore Matthews Phosa.
En 1996, à la suite de la démission de Frederik de Klerk et du retrait du Parti national du gouvernement, Thabo Mbeki devient l'unique vice-président d'Afrique du Sud au côté de Nelson Mandela, lequel lui délègue l'essentiel de ses pouvoirs exécutifs. Il est élu président de l'ANC lors du congrès du parti en décembre 1997. Parallèlement à cette prise de contrôle, il place ses fidèles à tous les postes clefs du gouvernement et de l'État (Banque centrale, services fiscaux, télévision nationale, état-major de l'armée).

## Président d'Afrique du Sud (1999-2008)
En juin 1999, Thabo Mbeki est naturellement élu président de la République et succède à Nelson Mandela. Il choisit Jacob Zuma comme vice-président. En 2005, lors de son second mandat, il le congédie, mis en cause dans une affaire de corruption liée à un contrat d'armement de 3,7 milliards d'euros (les charges furent abandonnées en avril 2009). Cela provoque une grave scission au sein du parti au pouvoir, le Congrès national africain (ANC).
Thabo Mbeki a été réélu en avril 2004 avec une majorité parlementaire encore plus étendue qui s'accroît encore par la suite avec la fusion-absorption du Nouveau Parti national.
En 2007, Mbeki annonça aux deux chambres du Parlement qu'il avait décidé d'accélérer le processus d'amnistie des crimes politiques commis entre 1994 et 1999, en dispensant les criminels de rencontrer leurs victimes[réf. nécessaire].

### Politique internationale
Dans les affaires internationales, Mbeki a joué un rôle notable dans les mises en œuvre du Nouveau partenariat pour le développement de l'Afrique et de l'Union africaine. Il a aidé à la promotion des processus de paix au Rwanda, au Burundi et en RDC. Mbeki a également tâché de promulguer le concept de « Renaissance africaine ». Son gouvernement a coopéré avec ceux du Brésil sous la présidence de Lula da Silva et de l'Inde sous le gouvernement d'Atal Bihari Vajpayee, constituant une alliance qui est devenue un protagoniste influent pour les intérêts des pays en voie de développement.

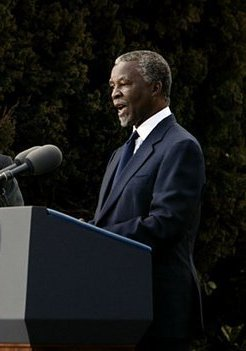
Thabo Mbeki, le 9 juillet 2003.

Thabo Mbeki a persévéré dans ses efforts à remettre en place le dialogue entre le président zimbabwéen Robert Mugabe et son opposition regroupé dans le Mouvement pour le changement démocratique malgré le refus des deux partis. Certains (notamment le gouvernement du Royaume-Uni) ont critiqué cette politique de « diplomatie tranquille », suivant laquelle Mbeki s'est également opposé à la suspension du Zimbabwe de Mugabe du Commonwealth. Au bout du compte, son rôle de médiateur apparait être un échec quand le président Robert Mugabe annonce unilatéralement la date des élections et que l'opposition zimbabwéenne reproche au président sud-africain d'avoir manqué de courage.
Le rôle de médiateur de Thabo Mbeki, dont le mandat venait d'être renouvelé par ses pairs d'Afrique australe, est finalement écarté par Morgan Tsvangirai après les élections présidentielles et législatives du 29 mars 2008. Les résultats de celles-ci, bien qu'entachées de fraudes et de violences, se révèlent favorables au Mouvement pour le changement démocratique. Mais aucun résultat officiel de l'élection présidentielle n'était encore divulgué 18 jours après le scrutin alors qu'un recomptage partiel était organisé pour les élections législatives qui avaient été officiellement remportées par l'opposition. Si l'ANC prend parti en faveur de Tsvangirai et estime que la non publication des résultats était un déni du vote des zimbabwéens, et alors que le secrétaire général de l'ONU, Ban Ki-moon demande aux autorités zimbabwéennes de procéder à la publication officielle des résultats, le président Thabo Mbeki est accusé d'observer un « silence assourdissant » sur la situation politique du pays, estimant d'ailleurs qu'il n'y avait « pas de crise au Zimbabwe ». Le 17 avril, Morgan Tsvangirai rejetait alors la médiation de Thabo Mbeki, qu'il estime inefficace et de parti-pris, et demande au président zambien Levy Mwanawasa de mener une nouvelle initiative pour tenter de régler la situation politique au Zimbabwe. Alors qu'en juin, plusieurs pays voisins comme la Zambie, le Botswana, l’Angola et le Swaziland se joignent aux condamnations internationales visant Robert Mugabe, que Tsvangirai doit renoncer à se maintenir au second tour de l'élection présidentielle en invoquant les violences commises contre ses partisans par les partisans du président zimbabwéen, Thabo Mbeki reste de nouveau silencieux. Pour George Katito, de l’Institut des relations internationales à Johannesbourg, « la solidarité de Mbeki à l’égard des dirigeants des mouvements de lutte anticoloniale a toujours primé sur le respect de la démocratie ». Cette position tranche avec celle de son propre parti, l'ANC, et de son chef, Jacob Zuma, pour qui le parti de Robert Mugabe avait complètement « perdu la tête ».
Thabo Mbeki a également été médiateur dans la crise politico-militaire en Côte d'Ivoire à la demande de l'Union africaine, en 2004 et 2005.

### Politique intérieure
Durant sa présidence, le président Mbeki souffre d'une image d'intellectuel lointain, arrogant, froid, autocratique, voire paranoïaque. Il peine ainsi à faire valoir ses réalisations comme une croissance économique de 5 à 6 % annuel sur 10 ans, la construction de 2 millions de nouveaux logements depuis 1994, la connexion à l'électricité publique de 4 millions de foyers noirs, l'accès à l'eau potable pour 85 % des 48 millions de citoyens sud-africains. Cependant, le maintien de 10 % de la population dans une misère extrême, le chômage en hausse, estimé à près de 40 %, la forte progression de la criminalité, l'expansion de la pandémie du sida et la dégradation de la qualité de l'enseignement public restent les points noirs de sa politique qui lui sont reprochés par ses adversaires politiques, y compris ceux de l'ANC. Ainsi, à la fin de son mandat, alors que les inégalités sociales se sont accentuées, le président Mbeki est accusé d'avoir perdu le contact avec le peuple pour privilégier une nouvelle bourgeoisie noire, tout aussi repliée sur elle-même que le fut la bourgeoisie blanche alors que les critiques politiques dénoncent même l'autoritarisme d'un gouvernement tiraillé entre sa propre aile gauche et son aile droite.
Si ses relations avec le patronat sud-africain sont plutôt bonnes, elles sont plus complexes avec les Blancs en général. En avril 2005, Mbeki fait ainsi l'éloge des afrikaners alors que ceux-ci ont des doutes sur leur pérennité en Afrique du Sud en raison des atteintes portées par les radicaux de l'ANC contre leur culture et leur patrimoine historique (notamment les changements de noms afrikaners ou la diminution drastique des institutions scolaires de langue afrikaans). Dans un discours, le président Thabo Mbeki tente de les rassurer en les désignant comme des « catalyseurs qui mettront un terme à la division raciale du pays », n'hésitant pas alors à pointer les Blancs anglophones, moins enclins selon lui « à soutenir la nouvelle Afrique du Sud et l’africanisme ».
Il recentre l'ANC et critique ouvertement ses alliés de l’Alliance tripartite (ANC, Cosatu, Parti communiste), qu’il avait qualifiés d’« ultra-gauchistes ». En juin 2005, Mbeki limoge son populaire vice-président, Jacob Zuma, englué dans un scandale politique. Il s'attire alors l'hostilité de la frange la plus populiste de l'ANC, celle qui soutenait Zuma.
En 2007, bien que ne pouvant effectuer de troisième mandat, Thabo Mbeki décide de se présenter de nouveau à la présidence de l'ANC, notamment pour contrer Jacob Zuma. Dans le cadre de sa campagne pour prendre la direction de l'ANC, bien que toujours sous le coup d'une enquête judiciaire pour corruption mais capitalisant sur la déception des plus pauvres face à la politique économique libérale du président Mbeki, Zuma obtenait cependant le soutien de cinq des neuf branches provinciales du Congrès national africain (ANC) (KwaZulu-Natal, Gauteng, État-Libre, Mpumalanga et Cap-du-Nord) et 61 % des votes, contre quatre branches provinciales et 39 % des voix pour le chef de l'État Thabo Mbeki (Cap-Oriental, Nord-Ouest, Cap-Occidental et Limpopo (nord), ce qui lui assurait la majorité relative des délégués.
Lors de la conférence élective du président de l'ANC qui se tint ensuite du 15 au 20 décembre 2007 à Polokwane, Jacob Zuma recevait le soutien de près des trois quarts des 3 900 délégués face au président sortant Thabo Mbeki. L'élection se fait dans un climat tendu entre les deux camps, sur fond de chants et de danses comme « Umshini Wami » (Passe-moi ma mitraillette), chant de la lutte contre l'apartheid, devenu emblème de Jacob Zuma.
Le 18 décembre, à l'issue d'une bataille de procédure qui a retardé de 24 heures le vote, Zuma est élu président de l'ANC par 2 329 voix (60 % des suffrages) contre 1 505 à Thabo Mbeki. La victoire de Zuma est d'autant plus humiliante pour le président sortant que tous les autres sièges du comité directeur soumis ce jour-là au vote des militants sont remportés par des proches de Zuma, ne laissant aucune place au camp sortant.
En 2008, le bilan économique du président Mbeki est menacé par une grave pénurie d'électricité qui plonge périodiquement les grandes villes dans l'obscurité et menace l'économie du pays et de la région. Il lui est ainsi reproché, par la presse, l'imprévoyance de son gouvernement pour avoir refusé dix ans plus tôt d'investir dans la construction de nouvelles centrales électriques alors que le pays connaissait une croissance de la demande en électricité de 10 % chaque année. Après avoir utilisé les surplus de capacité hérités des anciennes structures, son gouvernement est contraint de recourir au rationnement, de renoncer à certains grands projets créateurs d'emplois et de suspendre ses exportations d'électricité à destination de la Zambie et du Zimbabwe, en attendant la mise en service de nouvelles centrales, moins polluantes mais plus coûteuses.
Parallèlement, la presse lui reproche la dégradation de l'état des routes, des hôpitaux publics et des écoles publiques ainsi que l'inefficacité de l'administration par manque de personnel, de motivation ou de moyens. Si la corruption s'étend également, elle touche des proches du président Mbeki. Ainsi, alors que pour des faits analogues il avait démis son vice-président, il couvre son chef de la police, Jackie Selebi, proche de barons de la drogue et inculpé de corruption. Dans le même temps, il licencie sa populaire vice-ministre de la Santé, Nosizwe Madlala Routlege, pour avoir eu le tort de dénoncer le mauvais fonctionnement du système de santé.
En mai 2008, le gouvernement de Thabo Mbeki est confronté à une vague de violences contre les immigrés, caractérisée notamment par des meurtres, des pillages et des lynchages. Ayant pris naissance dans les quartiers pauvres de Johannesbourg, elle s'étend en quelques jours aux grandes villes de 7 des 9 provinces du pays, notamment Le Cap et Durban. Elle occasionne la mort d'une cinquantaine d'immigrés et la fuite de plus de 100 000 autres, réfugiés notamment dans des camps de fortune ou évacués vers leurs pays d'origine,. On explique ces violences par le sentiment de nombreux Sud-Africains que, selon eux, les immigrés prendraient des emplois et seraient responsables de la criminalité. Les 3 millions de Zimbabwéens qui ont dû s'enfuir de leur pays, ravagé par une crise politico-économique, sont les premiers touchés. Après avoir déclaré que « Les citoyens d'autres pays d'Afrique et au-delà sont des êtres humains comme nous et méritent d'être traités avec respect et dignité », que l'Afrique du Sud n'était « pas une île séparée du continent », le président Thabo Mbeki, qui avait dans un premier temps écarté cette hypothèse, est obligé de recourir au déploiement de l’armée (les Forces de défense d’Afrique du Sud - SADF) pour épauler la police et enrayer le développement des violences xénophobes à travers le pays. Dénonçant un processus en cours de nettoyage ethnique, la presse sud-africaine stigmatise plus généralement le comportement du président sud-africain, notamment sa réaction tardive aux événements puis son déplacement au Japon, où il participe à une conférence internationale. Certains de ces journaux, comme le Sunday Independent et le Sunday Times, vont alors jusqu'à en appeler à la démission de Thabo Mbeki.

### Controverses sur le sida
Les vues du président Mbeki sur la question du sida ont provoqué la controverse, en particulier quand il a nié le lien entre le virus et la maladie et affirmé, dans un pays où plus de 800 personnes meurent chaque jour de cette maladie, qu'il ne connaissait personne qui soit mort du sida dans son entourage immédiat. Il nie ainsi la transmission virale du sida, pour accréditer l'idée que sa seule cause est la pauvreté et l'exploitation coloniale.
Ainsi, en avril 2000, le président Mbeki demandait la création d'un groupe de recherche sur le sida comprenant à la fois des scientifiques orthodoxes mais aussi des scientifiques plus sceptiques qui remettaient en cause le lien de causalité entre le VIH et le sida. Thabo Mbeki et son ministre de la Santé, le docteur Manto Tshabalala-Msimang, avaient fait paraître un document retraçant les discussions qui se sont produites à l'occasion de cette rencontre. Thabo Mbeki et son gouvernement avaient essentiellement posé la question du rapport bénéfice/toxicité de deux substances proposées pour diminuer la transmission de la séropositivité de la mère à l'enfant, qui sont l'AZT et la névirapine, à la suite d'études, assez circonstanciées effectuées par l'avocat sud-africain Anthony Brink.
Néanmoins, les militants luttant contre le sida avaient applaudi le gouvernement sud-africain quand celui-ci avait défendu la production de médicaments génériques moins coûteux pour les pays les moins fortunés, et remporté le procès intenté par des sociétés pharmaceutiques multinationales en avril 2001.
L'Afrique du Sud disposa ensuite d'un projet plus orthodoxe pour combattre les effets du VIH et du sida sous la direction du docteur Manto Tshabalala-Msimang, ministre de la Santé depuis décembre 2000. Cependant, cette dernière se déclare favorable à des thérapies alternatives comme l'emploi de citron, d'ail et de betterave, et affiche son hostilité à l'emploi d’antirétroviraux. Elle gagne chez ses détracteurs le surnom de « docteur Betterave »,.
Des chercheurs de la Harvard school of public health ont estimé à 330 000 le nombre de victimes de la politique de santé de Mbeki entre 2000 et 2005.
C'est surtout la vice-ministre Nozizwe Madlala-Routledge qui innova la politique en matière de santé en consultant les organisations non gouvernementales avec lesquelles sa ministre de tutelle entretenait des relations très conflictuelles et en élaborant un plan pour les années 2007-2011, prévoyant d'améliorer la prévention et l'accès aux traitements, avec pour objectif de placer 80 % des malades sous antirétroviraux en 2011. Cependant, en août 2007, le limogeage de Nozizwe Madlala-Routledge par le président Mbeki, la sanctionnant pour avoir dénoncé l'état des services de santé, fut interprété à nouveau par les ONG comme « Treatement Action Campaign » et par l'opposition comme un « déni » de la pandémie. Le limogeage fut également contesté par les formations proches du pouvoir, comme le Parti communiste ou la centrale syndicale COSATU.

### Démission
Mis en cause indirectement pour des « interférences » politiques par le juge ayant prononcé un non-lieu dans des affaires de corruption concernant Jacob Zuma, Thabo Mbeki annonce sa démission le 21 septembre 2008, après avoir été désavoué par son parti. L'ANC nomme alors le vice-président du parti, Kgalema Motlanthe, pour lui succéder à la présidence de la République. Le 23 septembre, par 299 voix contre 10, les députés sud-africains adoptaient une motion avalisant la démission de Thabo Mbeki de la présidence de la République avec effet au 25 septembre 2008. La démission de Thabo Mbeki s'accompagne de celle de la vice-présidente, Phumzile Mlambo-Ngcuka, et de 11 de ses ministres, dont Trevor Manuel et Patrick Lekota. Parallèlement, Thabo Mbeki reprenait l'offensive judiciaire contre Jacob Zuma en se joignant à l'appel du procureur général devant la Cour constitutionnelle contre le jugement qui avait mis fin au procès pour corruption contre son rival. Dans sa plainte, Thabo Mbeki fait valoir que les attendus du jugement étaient « scandaleux et préjudiciables » envers sa réputation en tant que personne privée et chef de l'État.

## Après la présidence

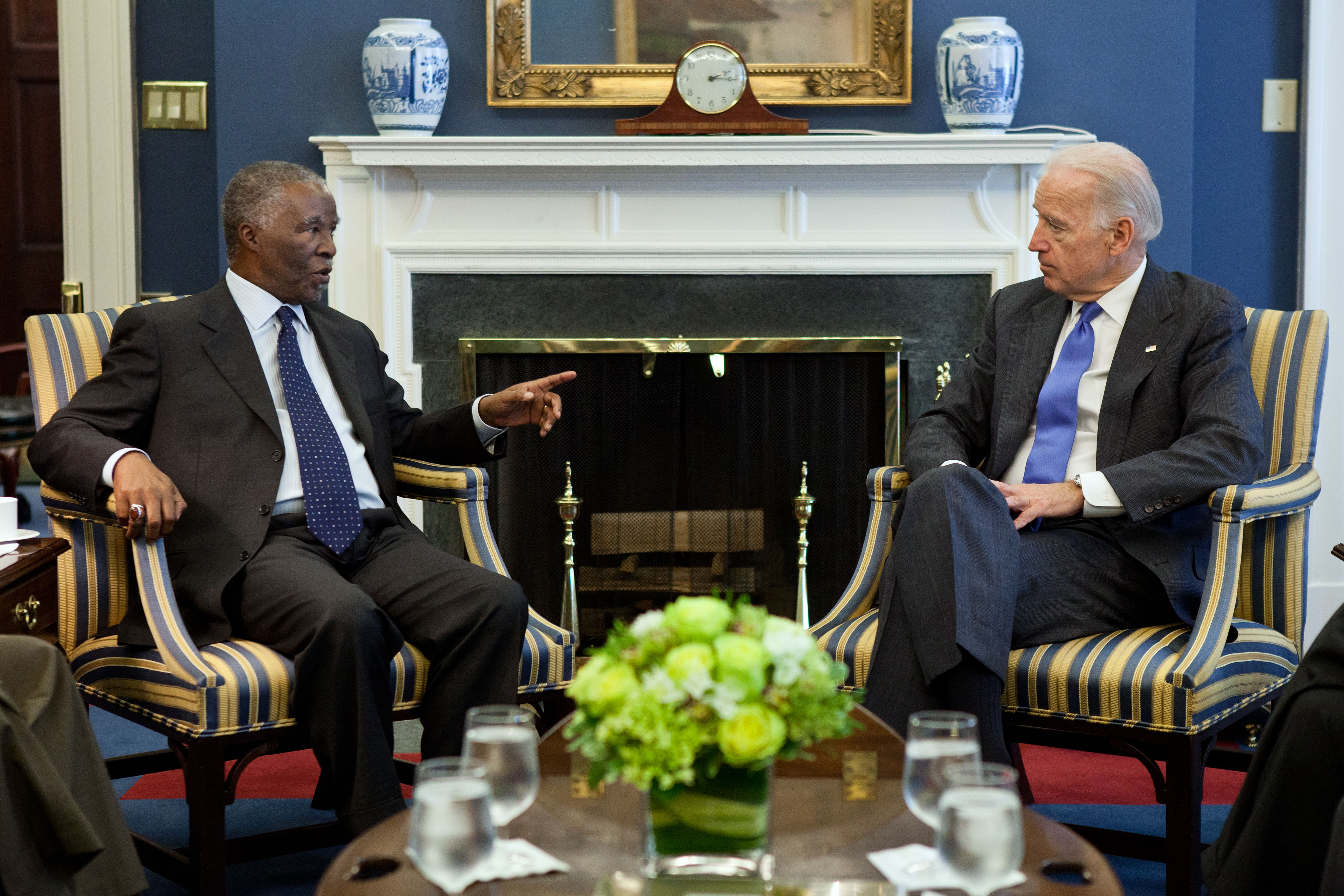
Le vice-président Joe Biden recevant Thabo Mbeki en avril 2011.

Thabo Mbeki se montre très critique à l’égard des opérations militaires des pays occidentaux contre la Libye en 2011 : « Nous pensions avoir définitivement mis un terme à cinq cents ans d’esclavage, d’impérialisme, de colonialisme et de néocolonialisme. (…) Or les puissances occidentales se sont arrogés de manière unilatérale et éhontée le droit de décider de l’avenir de la Libye. » Le président de l'Union africaine, Jean Ping, indique que cette position est « largement partagée » par les Africains.